# Estadio René Gaillard
El Stade René Gaillard es un estadio de fútbol de la ciudad francesa de Niort. El estadio fue inaugurado el 3 de agosto de 1974 y, aunque su capacidad es de 11 352 espectadores, el récord de espectadores en el estadio es de 16 715, en un partido frente al Olympique de Marsella en 1987. Recibió este nombre en honor a René Gaillard, un político francés del Partido Socialista que ejerció entre 1973 y 1985 como diputado.
En 2019 se aprobó por parte del club una mejora futura del estadio, incluyendo un campo anexo al René Gaillard, con capacidad para unos 8 000 espectadores, y la modernización del estadio.